# Lisa Gora
Lisa Gora (* 2. März 2004) ist eine deutsche Fußballspielerin auf der Abwehrposition, die für den FC Carl Zeiss Jena spielt.

## Karriere
Gora wuchs in Schleswig-Holstein auf. Mit dem Fußballspielen begann sie bei der Sportvereinigung Lütau, für die sie bis 2019 spielte und deren Mannschaftskapitänin der A-Junioren sie zuletzt war. In dieser Zeit gehörte sie unter anderem dem erweiterten Kader der U16-Juniorinnen-Nationalmannschaft sowie dem Kader der U17-Juniorinnen-Nationalmannschaft an. 2018 absolvierte sie zwei Einsätze für die schleswig-holsteinische U14-Landesauswahl im Länderpokal des DFB. 2019 folgten je vier Einsätze für die U16- und U18-Landesauswahl, für das U18-Team erzielte sie dabei ein Tor. Zur Saison 2019/20 wechselte Gora in den Nachwuchs des Hamburger SV und wurde Teil der U17-Mannschaft, für die sie in der Bundesliga Nord/Nordost zu 13 Einsätzen kam.
Für die Saison 2020/21 wurde sie vom FC Carl Zeiss Jena, der das Spielrecht des FF USV Jena übernommen hatte, verpflichtet. Gora war in Jena für den Kader der zweiten Mannschaft eingeplant, die zu diesem Zeitpunkt in der Regionalliga spielte. Die Saison musste jedoch aufgrund der COVID-19-Pandemie unterbrochen und später abgebrochen werden, Gora kam lediglich zu einem Einsatz, ehe sie von Trainerin Anne Pochert in der Wintervorbereitung für die Rückrunde in den Kader der ersten Mannschaft berufen wurde. In der 2. Bundesliga, die aufgrund der Pandemieauswirkungen zweigleisig ausgetragen wurde, kam sie zu 11 Einsätzen und konnte am Saisonende mit der Mannschaft den direkten Wiederaufstieg in die Frauen-Bundesliga erreichen. Dort debütierte sie beim 0:0-Unentschieden gegen den SC Sand am 4. Spieltag der Saison 2021/22. Bei der 1:7-Niederlage am 16. Spieltag gegen den SC Freiburg erzielte sie ihr erstes Bundesligator. Die Saison beendeten die Jenaerinnen schlussendlich mit lediglich fünf Punkten aus 22 Spielen als abgeschlagene Letzte, weshalb sie den direkten Wiederabstieg antreten mussten; Gora bestritt dabei 12 Ligaspiele.